# جورج رمزی، نهمین ارل دالاهوس
جورج رمزی، نهمین ارل دالاهوس (انگلیسی: George Ramsay, 9th Earl of Dalhousie; ۲۳ اکتبر ۱۷۷۰ – ۲۱ مارس ۱۸۳۸) نظامی و سیاست‌مدار اهل پادشاهی متحد بریتانیای کبیر و ایرلند بود.